# 에조하늘다람쥐
에조하늘다람쥐(일본어: 蝦夷小鼯鼠 에조모몬가[*])는 하늘다람쥐의 북해도 아종이다. 북해도에만 서식하는 고유종이다. 블래키스턴선 이남의 혼슈에는 서식하지 않는다. 에조다람쥐, 에조청설모와 함께 블래키스턴선 이북에 자생하는 세 종의 다람쥐과 동물 중 하나이며, 세 종이 각자의 생태적 지위를 나눠 분점한다.
아이누 원주민들은 에조하늘다람쥐를 어린이의 수호신 “악 카무이(아이누어: アッ・カムイ)”로 여겼다.

## 분류학
에조하늘다람쥐는 1921년 구로다 나가미치가 Sciuropterus russicus orii라는 학명으로 처음 기재했다. 1940년에 영국의 존 엘러먼 제2대 준남작이 에조하늘다람쥐를 별도의 종 Pteromys orii로 분리했다. 1951년에 하늘다람쥐(학명: Pteromys volans)의 아종으로 재분류되어 Pteromys volans orii가 되었다.
아종명은 일본의 표본채집가 오리이 효지로의 이름을 기려 붙인 것이다. 오리이는 1920년 3월 13일 이부리국 우에나에(오늘날의 도마코마이시)에서 에조하늘다람쥐의 모식표본을 수집했다.

## 같이 보기
- 일본하늘다람쥐